# Saint-Jean-du-Falga
Saint-Jean-du-Falga är en kommun i departementet Ariège i regionen Occitanien i södra Frankrike. Kommunen ligger  i kantonen Pamiers-Ouest som ligger i arrondissementet Pamiers. År 2022 hade Saint-Jean-du-Falga 2 864 invånare.

## Befolkningsutveckling
Antalet invånare i kommunen Saint-Jean-du-Falga
Referens: INSEE